# Cyrtorchis chailluana
Cyrtorchis chailluana är en orkidéart som först beskrevs av Joseph Dalton Hooker, och fick sitt nu gällande namn av Rudolf Schlechter. Cyrtorchis chailluana ingår i släktet Cyrtorchis, och familjen orkidéer. Inga underarter finns listade i Catalogue of Life.